# رنه بینگلی
رنه بینگلی (انگلیسی: René Binggeli; ۱۷ ژانویهٔ ۱۹۴۱ – ۲۷ سپتامبر ۲۰۰۷) دوچرخه‌سوار اهل سوئیس بود.